# Víctor Mendieta Jr.
Víctor René Mendieta Jr., (Panamá, 6 de septiembre de 1982) es un futbolista panameño. Jugaba en la posición de delantero, actualmente juega en el Chepo F.C. de la Liga Panameña de Fútbol. 
Mendieta Jr, fue determinante en la buena campaña que tuvo el Árabe Unido en la ronda de grupos de la Concacaf Liga Campeones 2009-2010 en la que marcó dos goles al Club de Fútbol Pachuca mexicano, ex Seleccionado Nacional en la era de Mihai Stoichiță, la cual no contó con buenas referencias ya que sus convocatorias fueron cuestionadas.
Para el torneo LPF Apertura 2012 llega como refuerzo al Chepo F.C.. Es hijo del exdelantero de la Selección panameña Víctor René Mendieta Ocampo mismo que clasificó a la selección de fútbol de Panamá a la Copa Mundial de Fútbol Juvenil de la FIFA Países Bajos 2005.

## Selección nacional
Inició siendo internacional con la selección de fútbol sub-20 de Panamá.
Debutó con la selección de fútbol de Panamá el 16 de noviembre de 2018 en un partido amistoso contra la selección de fútbol de Honduras, en la derrota 1-0 en Tegucigalpa.

### Participaciones en selección nacional
| Copa            | Sede   | Resultado    | Partidos | Goles |
| --------------- | ------ | ------------ | -------- | ----- |
| Copa Uncaf 2003 | Panamá | Quinto Lugar | 3        | 1     |

### Goles internacionales
| 1 | 19 de febrero de 2003 | Estadio Rommel Fernández, Panamá, Panamá | Honduras | 1-1 | 1-1 | Copa Uncaf 2003 |

## Clubes
| Club                    | País       | Año       |
| ----------------------- | ---------- | --------- |
| Alianza FC              | Panamá     | 2000-2004 |
| Correcaminos de la UAT  | México     | 2004      |
| Alianza FC              | Panamá     | 2004      |
| Deportes Quindío        | Colombia   | 2005      |
| San Francisco FC        | Panamá     | 2006      |
| La Equidad Seguros      | Colombia   | 2007      |
| Asociación Santacruceña | Costa Rica | 2007      |
| Tigres B                | México     | 2008      |
| Árabe Unido             | Panamá     | 2008-2010 |
| Tauro FC                | Panamá     | 2011-2012 |
| CD Plaza Amador         | Panamá     | 2012      |
| Chepo FC                | Panamá     | 2013-2016 |
| Tauro FC                | Panamá     | 2016-2017 |

## Campeonatos nacionales
| Título                     | Club        | País   | Año    |
| -------------------------- | ----------- | ------ | ------ |
| Primera División de Panamá | Árabe Unido | Panamá | 2008-C |
| Liga Panameña de Fútbol    | Árabe Unido | Panamá | 2009-A |
| Liga Panameña de Fútbol    | Árabe Unido | Panamá | 2010-C |
| Liga Panameña de Fútbol    | Tauro FC    | Panamá | 2012-C |
| Liga Panameña de Fútbol    | Tauro FC    | Panamá | 2017-C |

- Datos: Q6161497